# Montanhistorisches Dokumentationszentrum

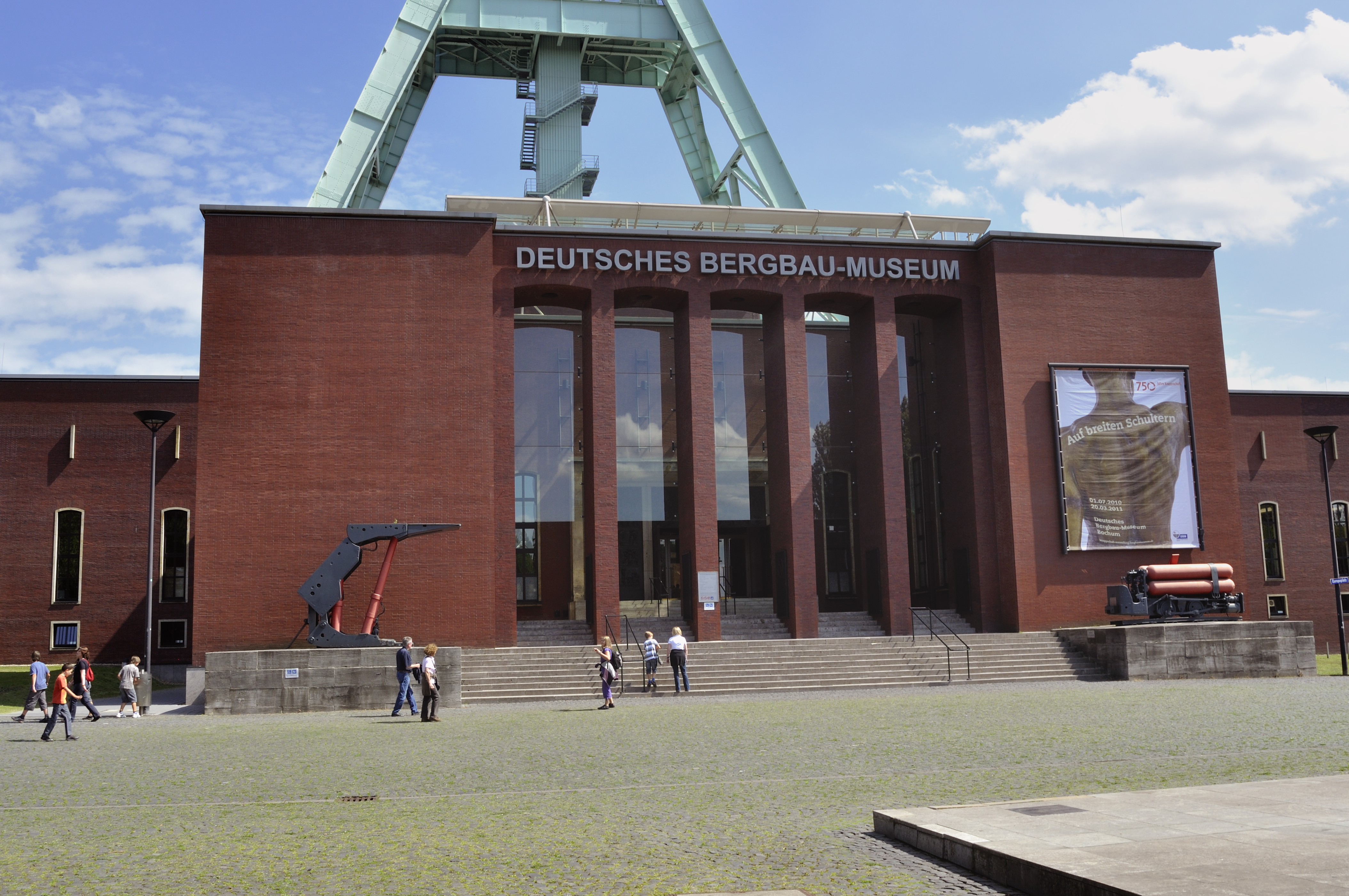
Eingang

Das Montanhistorische Dokumentationszentrum, früher Bergbau-Archiv Bochum, ist ein deutsches Wirtschaftsarchiv für den Bereich der Montanindustrie. Es befindet sich im Deutschen Bergbau-Museum (DBM) in Bochum.

## Aufgabenstellung
Das Archiv wurde 1969 von den Spitzenverbänden des deutschen Bergbaus als erstes überregionales Branchenarchiv der Bundesrepublik Deutschland gegründet. Heute bildet es gemeinsam mit der Bibliothek/Fotothek und den musealen Sammlungen das Montanhistorische Dokumentationszentrum (montan.dok).
Der Abschied von der Industriegesellschaft geht in Deutschland seit Jahrzehnten mit einem gravierenden Strukturwandel, vor allem für den Bergbau, einher. Hunderte von Steinkohlenzechen, Erzbergwerken und Kaligruben wurden stillgelegt. Um deren schriftliche Hinterlassenschaften als „Gedächtnis des deutschen Bergbaus“ zu bewahren, sichert und erschließt das Bergbau-Archiv Akten, Karten, Grubenrisse, Fotos und Filme aus dem deutschen Bergbau. Sein Sammlungsauftrag richtet sich auf die Wirtschaftsüberlieferungen von bundesdeutschen Unternehmen des Bergbaus sowie von Verbänden, Vereinigungen und Institutionen dieser Branche. Seit 1975 zählt auch die aktive Sammlung von Vor- und Nachlässen von Personen, die mit dem Bergbau in Verbindung stehen, zu seinen Aufgaben. Außerdem fungiert es als Archivierungsstelle für das Verwaltungsschriftgut des DBM.
Der Umfang der archivierten Originalquellen beläuft sich aktuell auf 6.500 Regalmeter. Der Großteil der Dokumente stammt aus dem 19. und 20. Jahrhundert, die ältesten reichen allerdings bis in das 17. Jahrhundert zurück. Einen ersten Überblick über die Bestände liefert das Online-Rechercheportal auf der Webseite des Archivs.
Der Besuch des Archivs setzt eine Voranmeldung voraus. Derzeitiger Leiter ist Michael Farrenkopf.

## Bestände (Auswahl)

### Unternehmen und Verbände
- Bestand 1: Ernst Giebeler oHG, Siegen
- Bestand 2: Erzbergbau Siegerland AG, Betzdorf (Sieg)
- Bestand 3: Harz-Lahn-Erzbergbau GmbH, Weilburg (Lahn)
- Bestand 4: Ewald-Kohle AG, Recklinghausen
- Bestand 5: Schachtanlagen Zollern-Germania, Dortmund
- Bestand 6: Erzbergbau Porta-Damme GmbH, Damme (Oldenburg)
- Bestand 7: Barbara Erzbergbau GmbH, Düsseldorf
- Bestand 8: Concordia Bergbau AG, Oberhausen
- Bestand 9: Adolf Hueck, Duisburg-Hamborn – Bergassessor a. D. Dr.-Ing. E. h., Bergwerksdirektor
- Bestand 10: Schachtanlage Friedrich der Große, Herne
- Bestand 11: Rheinpreußen AG für Bergbau und Chemie, Homberg (Niederrhein)
- Bestand 12: Deutsche Kohlenbergbau-Leitung, Essen
- Bestand 13: Bezirksgruppe Ruhr der Fachgruppe Steinkohlenbergbau, Essen
- Bestand 14: Zechenverband, Essen
- Bestand 15: Fachgruppe/Wirtschaftsgruppe Bergbau, Berlin
- Bestand 16: Verein für die bergbaulichen Interessen (Bergbau-Verein), Essen
- Bestand 17: Hauptstelle für das Grubenrettungswesen, Essen
- Bestand 18: Hamborner Bergbau AG, Duisburg-Hamborn
- Bestand 19: Carl Theodor Rauschenbusch, Kirchen (Sieg) – Dr. med., Sanitätsrat
- Bestand 20: Fried. Krupp Bergwerke AG, Essen
- Bestand 21: Gebr. Stumm GmbH, Neunkirchen (Saar)
- Bestand 22: Bayerische Berg-, Hütten- und Salzwerke AG, München
- Bestand 23: Georg Schotte, Sprockhövel – Markscheider
- Bestand 24: Heinrich Albert Jung, Thale (Harz) – Obersteiger
- Bestand 25: Klöckner-Bergbau Victor-Ickern AG, Castrop-Rauxel
- Bestand 26: Theobald Keyser, Essen – Oberbergrat a. D., Hauptgeschäftsführer
- Bestand 27: Schachtanlage Gottessegen, Dortmund-Löttringhausen
- Bestand 28: Kupferbergwerk Thalitter, Thalitter (Hessen)
- Bestand 29: Hessische Berg- und Hüttenwerke AG, Wetzlar
- Bestand 30: Bergbau-AG Neue Hoffnung, Oberhausen
- Bestand 31: Schachtanlage Graf Bismarck, Gelsenkirchen
- Bestand 32: Bergwerksgesellschaft Hibernia AG, Herne
- Bestand 33: Rheinisch-Westfälisches Kohlen-Syndikat, Essen
- Bestand 34: Fritz Spruth, Recklinghausen – Bergassessor a. D. Dr.-Ing., Bergwerksdirektor
- Bestand 35: Schachtanlage Emscher-Lippe, Datteln
- Bestand 36: Karl Oberste-Brink, Essen – Professor Dr. phil., Bergwerksdirektor
- Bestand 37: Schachtanlage Brassert, Marl
- Bestand 38: Bergwerksgesellschaft Walsum AG, Walsum
- Bestand 39: Essener Steinkohlenbergwerke AG, Essen
- Bestand 40: Bochumer Bergbau AG, Bochum
- Bestand 41: Rheinelbe Bergbau AG, Gelsenkirchen
- Bestand 42: Diergardt-Mevissen Bergbau-AG, Rheinhausen
- Bestand 43: Schachtanlage Minister Stein, Dortmund-Eving
- Bestand 44: Verein der Bergwerke am linken Niederrhein e. V., Moers
- Bestand 45: Harpener Bergbau-AG, Dortmund
- Bestand 46: Heinz Kruft, Bonn – Dr. rer. pol., Geschäftsführer
- Bestand 47: Dortmunder Bergbau AG, Dortmund
- Bestand 48: Otto Mans, Bochum – Fahrsteiger
- Bestand 49: Karl Reissacher, Böckstein (Österreich) – Bergverwalter
- Bestand 50: Albert Ludwig Serlo, Bonn – Oberberghauptmann
- Bestand 51: Carl Hold, Essen – Dr.-Ing. E. h., Generaldirektor
- Bestand 52: Karl Hold, Essen – Bergassessor a. D. Dr.-Ing.
- Bestand 53: Wirtz’sche Bergwerke, Gruben Wohlfahrt und Schwalenbach GmbH, Bonn
- Bestand 54: Schachtanlage Sachsen, Hamm-Heessen
- Bestand 55: Gelsenkirchener Bergwerks-AG, Essen
- Bestand 56: Gerhard Boldt, Kassel – Professor Dr. jur. Dr. rer. pol., Präsident des Bundesarbeitsgerichts
- Bestand 57: Schachtanlage Werne, Werne (Lippe)
- Bestand 58: Knappenverein „Glück-Auf“ Oespel, Dortmund-Oespel
- Bestand 59: Ferdinand Baur, Düren (Eifel) – Bergmeister
- Bestand 60: Gräflich Lippe-Meinertzhagen’sche Bergverwaltung, Köln
- Bestand 61: Hermann Hobrecker, Bochum – Oberbergrat
- Bestand 62: Dolomit-Grube Dr. Geier, Waldalgesheim (Hunsrück)
- Bestand 63: Schachtanlage Erin, Castrop-Rauxel
- Bestand 64: Schachtanlage Graf Schwerin, Castrop-Rauxel
- Bestand 65: Pumpgemeinschaft Ruhr GbR, Essen
- Bestand 66: Emil Mummenthey, Neu-Bleicherode (Thüringen) – Bergwerksdirektor
- Bestand 67: Franz Ebeling, Berlin – Dr. phil., Bergwerksdirektor
- Bestand 68: Friedrich Benthaus, Essen – Bergassessor a. D. Dr.-Ing., Bergwerksdirektor
- Bestand 69: Beamten-Gesangverein „Glückauf“, Bochum-Werne
- Bestand 70: Otto Hahn, Bad Nauheim – Bergassessor a. D., Bergwerksdirektor
- Bestand 71: Otto van Rossum, Essen – Bergrat a. D.
- Bestand 72: Schachtanlage Waltrop, Waltrop
- Bestand 73: Schachtanlage Königsborn, Unna-Bönen
- Bestand 74: Heinrich K. Bock, Bonn – Dr. jur., Hauptgeschäftsführer
- Bestand 75: Friedrich Carl von Hülsen, Bad Ems – Dr.-Ing., Berghauptmann
- Bestand 76: Ernst Hellmut Vits, Wuppertal – Dr. jur., Generaldirektor
- Bestand 77: Friedrich Hövermann, Mülheim (Ruhr) – Betriebsdirektor
- Bestand 78: Emil Diedrich, Frankfurt (Main) – Kaufmann
- Bestand 79: Wilfrid Funcke, Castrop-Rauxel – Bergrat a. D., Betriebsdirektor
- Bestand 80: Aktiengesellschaft des Altenbergs für Bergbau und Zinkhüttenbetrieb, Overath-Untereschbach (Rheinland)
- Bestand 81: Walther Birnbaum, Hannover – Dr. jur.
- Bestand 82: Verband Niedersächsischer Eisenerzbergwerke e. V., Goslar
- Bestand 83: Wirtschaftsvereinigung Bergbau e. V., Bonn/Berlin
- Bestand 84: Hugo Brendel, Rybnik (Oberschlesien) – Bergwerksdirektor
- Bestand 85: Schachtanlage Prosper, Bottrop
- Bestand 86: Hydrogrube Hansa, Dortmund-Huckarde
- Bestand 87: Julius Ulrich, Bochum – Fördermaschinist
- Bestand 88: Bergwerksgesellschaft Dahlbusch, Gelsenkirchen-Rotthausen
- Bestand 89: Altherrenverband des Berg- und Hüttenmännischen Vereins zu Aachen-Berlin-Clausthal e. V.
- Bestand 90: Versuchsgrube Tremonia, Dortmund
- Bestand 91: Reinhard Wüster, Essen – Bergassessor a. D., Direktor
- Bestand 92: Karl Winter, Bochum – Hauptgrubenwehrführer
- Bestand 93: Karl Albert Leich, Bochum – Pfarrer
- Bestand 94: Schachtanlagen Kaiserstuhl-Ost und Kaiserstuhl-West, Dortmund-Eving
- Bestand 95: Ruhrkohlenverkauf, Essen
- Bestand 96: Lothar Schmidt-Rittershaus, Aachen – Dipl.-Ing.
- Bestand 97: Vereinigung der Freunde von Kunst und Kultur im Bergbau e. V., Bochum
- Bestand 98: Schachtanlage Ver. Klosterbusch, Bochum
- Bestand 99: Paul Otto Rosin, Berlin – Professor Dr.-Ing.
- Bestand 100: Preußische Zechenbahn- und Hafenbetriebsgesellschaft, Gladbeck
- Bestand 101: Kurt Repetzki, Essen – Bergassessor a. D. Dr.-Ing.
- Bestand 102: Alois Hagenkötter, Dortmund – Reviersteiger
- Bestand 103: Deutscher Kaliverein, Berlin
- Bestand 104: Heinrich Scheper, Bochum – Reviersteiger
- Bestand 105: Friedrich Carl Menne, Bad Pyrmont – Oberbergamts-Kanzleisekretär
- Bestand 106: Gunther Schulze, Biebertal (Hessen) – Dr.-Ing., Betriebsdirektor
- Bestand 107: Erich Ricken, Bochum – Dipl.-Ing., Bergwerksdirektor
- Bestand 108: Schachtanlagen Adolf von Hansemann/Hansa, Dortmund
- Bestand 109: Gerhard Keienburg, Bad Salzuflen – Ingenieur
- Bestand 110: Johannes Ramackers, Aachen – Professor Dr. phil.
- Bestand 111: Günther Dorstewitz, Netphen (Siegerland) – Professor Dr.-Ing.
- Bestand 112: Deutsches Bergbau-Museum Bochum, Bochum
- Bestand 113: Karl Heinrich Mummenthey, Lauterberg (Harz) – Kunstmeister
- Bestand 114: Kaliwerk Siegfried-Giesen, Groß Giesen (Niedersachsen)
- Bestand 115: Schachtanlage Zollverein, Essen-Katernberg
- Bestand 116: Rudolf Stein, Recklinghausen – Bergassessor a. D., Hüttendirektor, Bergwerksdirektor
- Bestand 117: Friedrich Koch, Oer-Erkenschwick – Obersteiger
- Bestand 118: Wilhelm Hippert, Witten – Hauer
- Bestand 119: Steinkohlenbergwerke Mathias Stinnes AG, Essen
- Bestand 120: Westfälische Berggewerkschaftskasse, Bochum
- Bestand 121: Karl Lehmann, Essen – Professor Dr. phil., Bergwerksdirektor
- Bestand 122: Bergbau-Forschung/Dezernat Kohlenverwendung, Essen
- Bestand 123: Ilse Bergbau GmbH, Bonn
- Bestand 124: Oberbayerische Aktiengesellschaft für Kohlenbergbau, München
- Bestand 125: Hugo Schmeck, Eiserfeld (Siegerland) – Dr.-Ing., Hüttendirektor
- Bestand 126: Hans Cirkel, Rheine – Bergassessor a. D., Bergwerksdirektor
- Bestand 127: Johann Heinrich August Stähler, Müsen – Schichtmeister
- Bestand 128: August Hochstrate, Hamm-Herringen – Bergwerksdirektor
- Bestand 129: Schachtanlage Nordstern, Gelsenkirchen-Horst
- Bestand 130: Friedrich Adler, Essen – Professor Dr.-Ing.
- Bestand 131: Ruhrkohle AG, Essen
- Bestand 132: Friedrich Benthaus jun., Essen – Bergassessor a. D. Dr.-Ing., Hauptgeschäftsführer
- Bestand 133: Liebetraut Rothert, Münster (Westfalen) – Dr. phil., Werksarchivarin
- Bestand 134: Eduard Gärtner, Saarbrücken – Bergassessor a. D., Bergwerksdirektor
- Bestand 135: Walter Serlo, Bonn – Oberbergamtsdirektor
- Bestand 136: Helmut Ernst, Essen – Bergrat a. D.
- Bestand 137: Königliche Berginspektion am Deister, Barsinghausen (Niedersachsen)
- Bestand 138: Unternehmensverband Ruhrbergbau, Essen
- Bestand 139: Schachtanlage Mansfeld, Bochum-Langendreer
- Bestand 140: Paul Hilgenstock, Bochum – Bergwerksdirektor
- Bestand 141: Carl Aldenhoven, Limburg (Lahn) – Bergwerksbesitzer
- Bestand 142: Eisenwerk-Gesellschaft Maximilianshütte mbH, Bergbauverwaltung Auerbach, Auerbach (Oberpfalz)
- Bestand 143: Vereinigte Hoffnung-Erbstollen, Gränitz (Sachsen)
- Bestand 144: Richard Franz, Müsen – Grubendirektor
- Bestand 145: Schachtanlage Radbod, Hamm-Bockum-Hövel
- Bestand 146: Allgemeiner Knappenverein Glück Auf Dorstfeld Kolonie, Dortmund-Dorstfeld
- Bestand 147: Wilhelm Feldmann, Mülheim (Ruhr) – Dipl.-Bergingenieur
- Bestand 148: Helmut Weindorf, Gelsenkirchen-Buer – Bergassessor a. D., Bergwerksdirektor
- Bestand 149: Klaus Herzmanatus, Gelsenkirchen-Buer – Grubenelektriker, Betriebsrat
- Bestand 150: Uranerzbergbau-GmbH & Co. KG, Bonn
- Bestand 151: Schachtanlage Lohberg, Dinslaken
- Bestand 152: Heinz Kundel, Essen – Dipl.-Bergingenieur
- Bestand 153: DMT-Institut für Kokserzeugung und Kohlechemie, Essen
- Bestand 154: Schachtanlage Flora, Bochum-Weitmar (und weitere Kleinzechen)
- Bestand 155: Verband oberer Bergbeamten, Essen
- Bestand 156: Steinkohlenbergbauverein/Dezernat Vortriebstechnik, Essen
- Bestand 157: Schachtanlage Westfalen, Ahlen (Westfalen)
- Bestand 158: Bergmannstisch, Bochum
- Bestand 159: Hans Leupold, Herne – Dipl.-Ing., Betriebsdirektor
- Bestand 160: Eschweiler Bergwerks-Verein AG, Kohlscheid (Rheinland)
- Bestand 161: Werner Hentrich, Bonn – Ministerialrat
- Bestand 162: Ludwig Gerstein, Dortmund – Assessor des Bergfachs, Bergwerksdirektor, MdB
- Bestand 163: Theodor Klie, Berlin – Bergassessor a. D.
- Bestand 164: Friedrich Spiegelberg, Essen – Wirtschaftsjournalist
- Bestand 165: Schachtanlage Rossenray, Kamp-Lintfort
- Bestand 166: DeutscheMontanTechnologie für Rohstoff, Energie, Umwelt e. V., Essen
- Bestand 167: Karl Schlüter, Bochum – Steiger
- Bestand 168: Arbeitsgemeinschaft für Olefinchemie, Essen
- Bestand 169: Gesamtverband des deutschen Steinkohlenbergbaus, Essen
- Bestand 170: Gerhard Lehmann, Bochum – Bergassessor a. D., Branddirektor
- Bestand 171: Otto-Ernst Schröder, Bochum – Bergassessor a. D.
- Bestand 172: Schachtanlage Aurora, Herbede-Vormholz
- Bestand 173: Georg-Agricola-Gesellschaft zur Förderung der Geschichte der Naturwissenschaften und der Technik e. V.
- Bestand 174: Hans Hertel, Zwickau – Dipl.-Bergingenieur
- Bestand 175: Sophia-Jacoba GmbH, Hückelhoven (Rheinland)
- Bestand 176: Carl Hellmut Fritzsche, Aachen – Professor Dr. phil. Dr.-Ing. Dr. mont. h. c.
- Bestand 177: Unternehmensverband Eisenerzbergbau, Bonn
- Bestand 178: Steinkohlenbergbauverein/Dezernat Markscheidewesen und Gebirgsschlagverhütung, Essen
- Bestand 179: Gustav Helwig, Gelsenkirchen – Betriebsschlosser
- Bestand 180: Heinz Walter Wild, Dinslaken – Professor Dr.-Ing., Bergwerksdirektor
- Bestand 181: Heinrich Kuhlhoff, Gladbeck – Steiger
- Bestand 182: Wilhelm Schmiehoff, Bochum – Bergmann und Kötter
- Bestand 183: Werner Haack, Dortmund – Bergassessor a. D., Bergwerksdirektor
- Bestand 184: Vereinigung des Deutschen Nichtkohlenbergbaus, Essen
- Bestand 185: Siebener-Ausschuß, Essen
- Bestand 186: Eduard Zink, Essen – Berggewerbelehrer
- Bestand 187: Paul Kukuk, Bochum – Professor Dr. phil., Montangeologe
- Bestand 188: Rationalisierungsverband des Steinkohlenbergbaus, Essen
- Bestand 189: Hans Günther Conrad, Bochum – Bergassessor a. D., Museumsdirektor, Geschäftsführer
- Bestand 190: Versorgungszentrale des deutschen Kohlenbergbaus, Essen
- Bestand 191: Theodor Olschowka, Eichenau (Oberschlesien) – Hauer
- Bestand 192: Allgemeiner Knappenverein Glück Auf Dorstfeld 1867, Dortmund-Dorstfeld
- Bestand 193: Theodor Albrecht, Buggingen (Baden) – Dr.-Ing., Bergwerksdirektor
- Bestand 195: Eisenerzbergwerk Haverlahwiese, Salzgitter
- Bestand 196: Julius Jäger, Niederndorf (Siegerland) – Steiger
- Bestand 197: Schachtanlage Heinrich Robert, Hamm-Herringen
- Bestand 198: RAG-Kokereien und Weiterverarbeitung, Essen
- Bestand 199: Heinrich Bergbau AG, Essen-Kupferdreh
- Bestand 200: Berggewerkschaftliche Versuchsstrecke, Dortmund-Derne
- Bestand 201: Altenessener Bergwerks-Aktiengesellschaft, Essen
- Bestand 202: Monopol Bergwerks-Gesellschaft mbH, Kamen
- Bestand 203: Bleierz- und Eisenerzbergwerk Bellona, Niederfischbach (Westerwald)
- Bestand 204: Heinrich Löffler, Witten – Hauer
- Bestand 205: Rolf Glitz, Hamm (Westfalen) – Inspekteur für Bergwerksküchen
- Bestand 206: Hans Georg Helfritz, Datteln – Bergassessor a. D., Bergwerksdirektor
- Bestand 207: Erich Nagel, Bad Ems – Fahrsteiger
- Bestand 208: Rheinische Braunkohlenwerke AG, Köln
- Bestand 209: Saarbergwerke AG, Saarbrücken
- Bestand 210: Steinkohlenbergwerk Friedrich Heinrich AG, Kamp-Lintfort
- Bestand 211: Vereinigung der Bergbau-Spezialgesellschaften e. V., Essen
- Bestand 212: Erich Burisch, Dinslaken – Bergberufsschuldirektor
- Bestand 213: Traditionsgemeinschaft Oberschlesische Bergschule Tarnowitz-Peiskretscham, Bottrop
- Bestand 214: Otto Lenz, Wanne-Eickel – Bergassessor a. D., Bergwerksdirektor
- Bestand 215: Schachtanlage Präsident, Bochum
- Bestand 216: REVAG Revierarbeitsgemeinschaft für kulturelle Bergmannsbetreuung e. V., Essen
- Bestand 217: Braunschweigische Kohlen-Bergwerke AG, Helmstedt

### Sammlungen
- Sammlung E: Montanunion/EGKS
- Sammlung F: Filme
- Sammlung G: Geschäftsberichte und Unternehmensdokumentationen
- Sammlung H: Verträge, Gutachten und Denkschriften
- Sammlung I: Biographisches Material
- Sammlung J: Dienstjubiläen und Ehrenurkunden
- Sammlung K: Kuxe und Aktien
- Sammlung KV: Knappenvereine
- Sammlung L: Lohnbücher und Lohnabrechnungen
- Sammlung M: Mitgliedsbücher
- Sammlung N: Notgeld und Marken
- Sammlung O: Arbeitsordnungen und Betriebsvereinbarungen
- Sammlung P: Plakate und Flugblätter
- Sammlung Q: Werkswohnungen
- Sammlung R: Revierbeschreibungen und historische Manuskripte
- Sammlung S: Satzungen und Gesellschaftsverträge
- Sammlung T: Tarifverträge und Lohnabrechnungen
- Sammlung U: Unfallverhütung und Grubenunglücke
- Sammlung V: Bergpolizeiverordnungen und Berggesetze
- Sammlung W: Werbemittel
- Sammlung X: Briefköpfe
- Sammlung Y: Reiseberichte
- Sammlung Z: Zeitungsausschnitte